# Yoshitoshi ABe
Pour les articles homonymes, voir Abe.
安倍 吉俊
Œuvres principales
Anime
- Serial Experiments Lain
- NieA 7
- Ailes Grises
- Texhnolyze

Mangas, illustrations
- Lucika Lucika
- All You Need Is Kill

Yoshitoshi ABe (安倍 吉俊, Abe Yoshitoshi, noté ABe en rōmaji par l'auteur en souvenir de ses premiers travaux qu'il signait simplement « AB ») est un auteur japonais né le 3 août 1971 à Tokyo dans l'arrondissement de Suginami, qui œuvre sur les chemins croisés de l’animation et du manga.
Sa matière, la colorisation numérique très travaillée, ses décors complexes et détaillés en font un illustrateur apprécié, même en dehors de l’animation et du manga. Issu du milieu du dōjinshi, il a toujours conservé un lien vers le milieu amateur, mais s’il n’a plus ce statut depuis longtemps, il continue cependant à dessiner et à diffuser sur un circuit indépendant des fanzines. Il est aussi l’auteur de quelques artbooks.

## Biographie
En sortant du lycée, Yoshitoshi ABe s'inscrit en faculté et, pour financer ses études, accumule les petits boulots. Ce faisant, il se retrouve assistant d'un mangaka, lequel lui demande de s'inscrire dans une école d'art. Il commence à créer des dōjinshi (sortes de fanzines) et met en ligne un site Internet sur lequel il expose ses œuvres.
Le producteur Yasuyuki Ueda, alors en train de préparer Serial Experiments Lain, découvre ce site et, voyant que le style graphique de Yoshitoshi ABe s'accorde bien avec l'ambiance de Lain, il le contacte pour lui proposer de travailler sur cette série. Lourdement endetté par le coût de ses études, Yoshitoshi ABe accepte et devient character designer. Lain ayant une ambiance très sombre, Yasuyuki Ueda souhaite que sa prochaine série ait un ton beaucoup plus léger. C'est en voyant une illustration personnelle de Yoshitoshi ABe qu'il décide de lui demander de créer tout un univers en se basant sur cette illustration. Ceci donnera naissance au projet NieA 7, pour lequel ABe s'occupera à la fois du scénario, du character design et du manga.
Le projet suivant est l'adaptation d'un dojinshi de Yoshitoshi ABe : Ailes Grises. Sur ce projet, ABe sera non seulement responsable du character design mais aussi du scénario et il supervisera la plupart des autres domaines (doublage, etc.).
Sa dernière participation majeure à un anime concerne Texhnolyze où, à la demande de Yasuyuki Ueda, il s'occupe du character design. Depuis lors, il est intervenu sur quelques anime mais il a surtout continué ses activités d'illustrateur et de mangaka dans des dôjinshi et dans le périodique Robot de son ami Range Murata.

## Œuvre sélective

### Anime
- 1998 : Serial Experiments Lain (character design)
- 2000 : NieA 7 (character design, scénario)
- 2002 : Ailes Grises (scénario)
- 2003 : Texhnolyze (character design)
- 2006 : Bienvenue dans la NHK (character design)
- 2009 : Despera (character design)

### Jeux vidéo
- 1998 : Wachenröder
- 2012 : Phenomeno[1]

### Mangas
- 1994 : Ame no Furu Basho
- 2001 : NieA 7
- 2009 : Lucika Lucika

### Illustrations
- 2002 : Bienvenue dans la NHK
- 2004 : All You Need Is Kill (roman)
- 2005 : Love Song (album de Riya : pochette et livret)